# Émile Bréhier
Émile Bréhier (ur. 12 kwietnia 1876 w Bar-le-Duc, zm. 3 lutego 1952 w Paryżu) – francuski filozof i historyk filozofii.

## Życiorys
Profesor Sorbony, autor Histoire de la philosophie. Brat historyka Louisa Bréhiera (1868-1951).